# Victoriano Lorenzo
Victoriano Lorenzo Troya (Área rural de Penonomé, provincia de Coclé, Estado Soberano de Panamá, Estados Unidos de Colombia, 1867 - Panamá, departamento de Panamá, Colombia, 15 de mayo de 1903) fue un líder indígena y general revolucionario colombiano. Su participación en la Guerra de los Mil Días (1899-1902) tuvo una fuerte influencia en el istmo de Panamá, luchando contra las injusticias que cometían las autoridades conservadoras en contra de los istmeños y por ello se le considera como un caudillo y héroe nacional de la actual República de  Panamá.

## Primeros años
Fueron sus padres María Pascuala Troya y Rosa Lorenzo, quien fue gobernador único de todos los indígenas del norte de Coclé (hoy parte del distrito de Capira). Aunque Victoriano no tuvo posibilidad de asistir a una escuela, aprendió a leer y a escribir con el sacerdote jesuita Antonio Jiménez, de Capira. En 1889 fue nombrado corregidor de El Cacao, donde vivía con sus familiares, por el alcalde de Penonomé. El 8 de julio de 1890 contrajo matrimonio con María Lorenza Morán.

## Prisionero
El 29 de diciembre de 1890 y el 27 de abril de 1891 Lorenzo denunció formalmente al corregidor Pedro de Hoyos, nombrado por el alcalde de Capira, por el injusto y arbitrario cobro de diezmos y primicias a la comunidad indígena de Trinidad. Hoyos atacó a Lorenzo con ánimo de matarlo, por lo cual éste, en defensa propia, mató a Hoyos. Victoriano mismo se presentó a las autoridades y fue detenido en la cárcel de Penonomé. Luego fue condenado a 9 años de cárcel y recluido en las Bodegas de Chiriquí donde cumplían penas delincuentes peligrosos. Por su inteligencia se desempeñó como auxiliar, pasando a ser secretario de oficiales. Se hizo sastre, barbero y leyó sobre las leyes.

## Líder Comunal
De vuelta a su pueblo, escribió al vicepresidente de la República un memorial donde señalaba que desde hacía algunos años a los indígenas los obligaban "a pagar el trabajo personal subsidiando a las autoridades de Penonomé en un trabajo de un puerto nuevo... un negocio para los dueños de buques y para los comerciantes", y porque se oponían a dichos trabajos eran obligados "forzosamente con guardias de Policía". En consecuencia, le pidió que se les liberara del trabajo forzado, se le reintegraran las garantías de que antes gozaban y se les nombrara un "nuevo gobernador de indígenas". Lorenzo fue secretario del gobernador del Cabildo Indígena y poco a poco se convirtió en el dirigente más apreciado.

## Guerra de los Mil Días

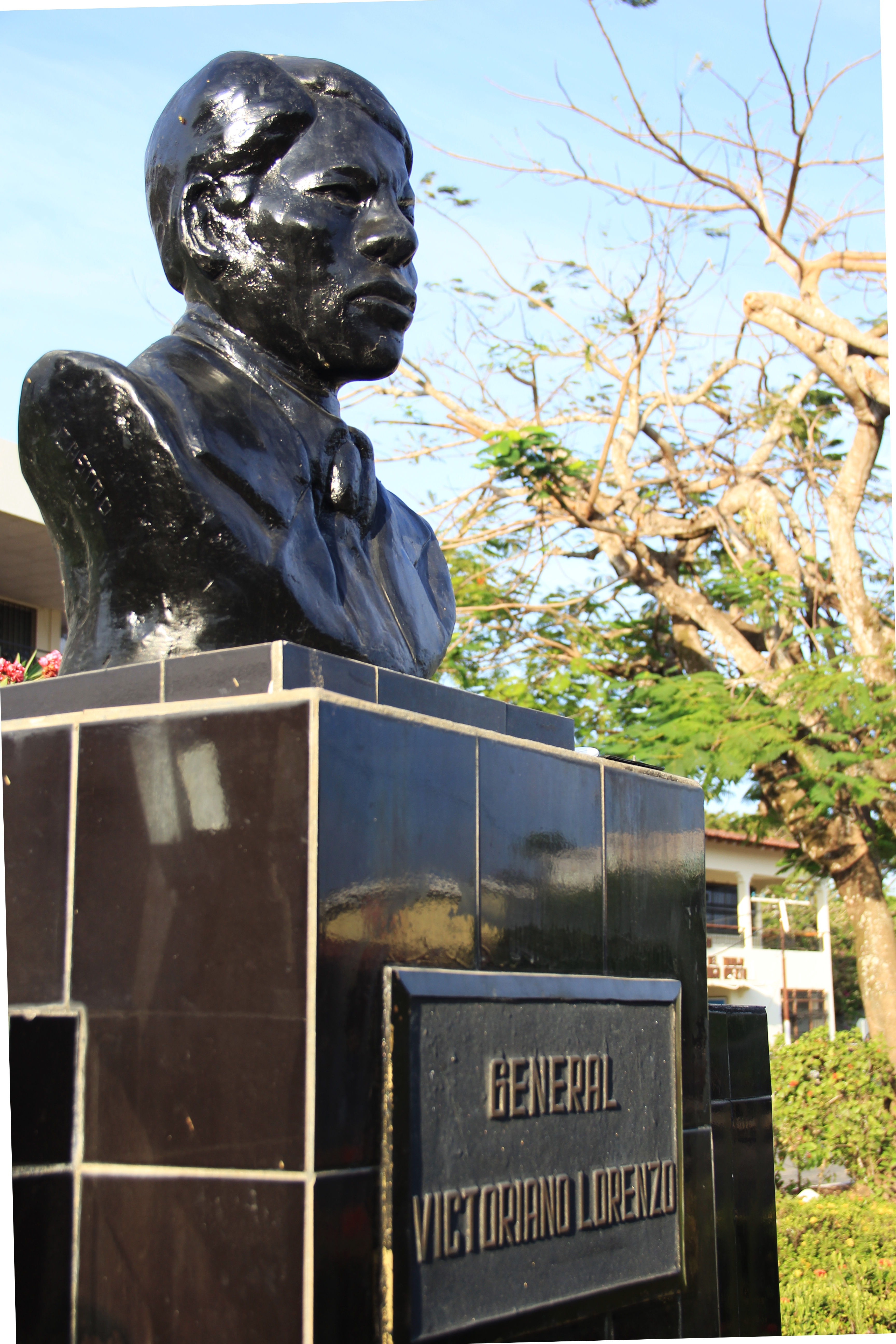
Busto de Victoriano Lorenzo en Penonomé.

Ante las injusticias e iniquidades cometidas por los gamonales locales contra la población indígena, en 1900 apoyó al bando liberal contra el gobierno central conservador en la Guerra de los Mil Días que se extendió por toda Colombia. Al principio él y su comunidad fueron solamente colaboradores.
Pero al ser derrotados los liberales en julio de 1900, en la Batalla del Puente de Calidonia, Victoriano se encargó de esconder las armas que los rebeldes lograron conservar.
Las tropas del gobierno se movilizaron tras los indígenas que trataban de ocultar las armas liberales y el caserío de El Cacao fue arrasado y quemado por una patrulla conservadora, comandada por el coronel Pedro Sotomayor, en octubre de 1900. A partir del 29 de octubre de 1900, Victoriano y su gente se convirtieron en montañeros, guerrilleros exitosos y obligaron al ejército oficial a huir de Penonomé. Ocuparon Penonomé el 10 de octubre de 1901, todas las tiendas fueron requisadas y aprovechados sus artículos por las tropas guerrilleras. Las tropas liberales se unieron entonces a los guerrilleros que obtenían éxito tras éxito.
Victoriano fue nombrado General de División de las tropas liberales que, a partir de ese momento, solamente cosecharon victorias. Desató la rebelión de los aborígenes luchando por tierra y libertad. La influencia que ejercía entre los indígenas le convirtieron en el jefe más peligroso de la rebelión, pues atraía cada vez más hacia sus filas al resto de los desheredados.

## Ejecución

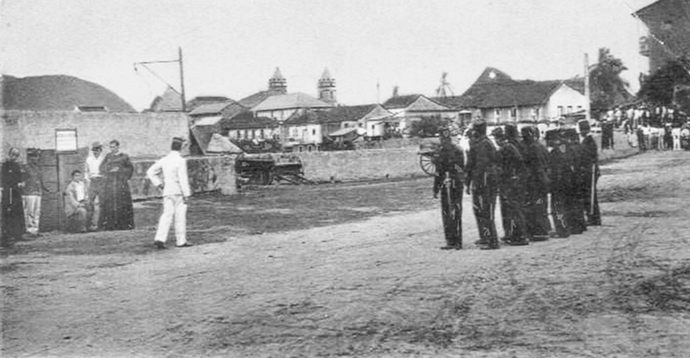
Fusilamiento de Victoriano Lorenzo en el Baluarte de Chiriquí.

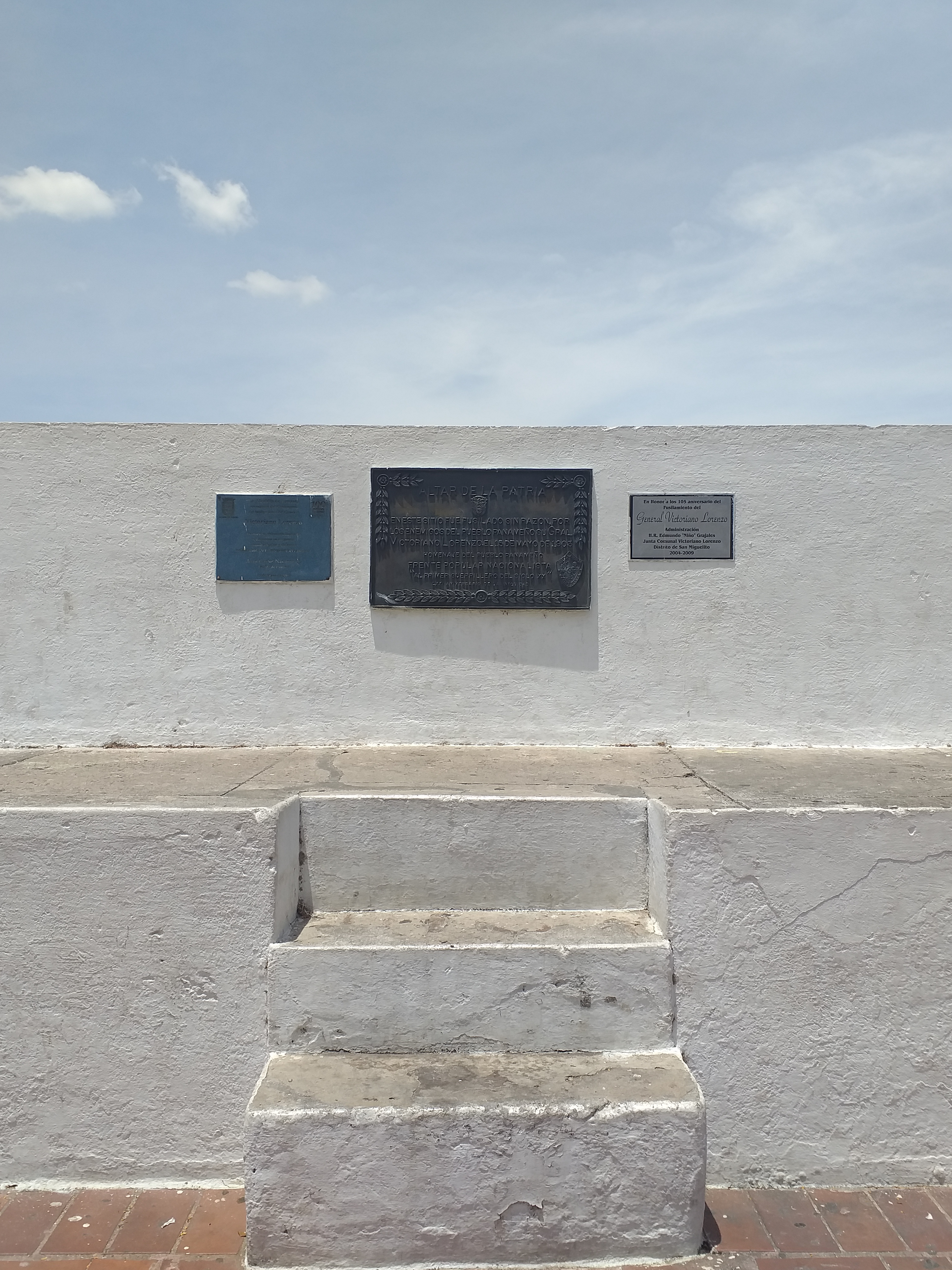
Placas conmemorativas a Victoriano Lorenzo en el patíbulo de la muralla de Panamá, donde ocurrió el fusilamiento.

El 24 de octubre de 1902 conservadores y liberales firmaron el pacto de la hacienda "Neerlandia". El tratado de paz definitivo se firmó el 21 de noviembre, a bordo del acorazado estadounidense USS Wisconsin. El 28 de noviembre capturaron a Victoriano, que estaba desarmado, con el argumento de que había manifestado que no compartía el acuerdo y tomaría de nuevo las armas. El líder intentó fugarse en Nochebuena, pero fue recapturado a las pocas horas. El gobierno colombiano, temeroso de que el guerrillero panameño fuera puesto en libertad, decidió que fuese condenado a muerte, presentándolo como un malhechor.
El 13 de mayo de 1903 el general Pedro Sicard Briceño, comandante militar de Panamá y Bolívar, llegó a la capital del istmo procedente de Bogotá. Al día siguiente, Sicard Briceño ordenó que Lorenzo fuera sometido a un Consejo de Guerra. A las 13:00 de tal día, se fijaron los carteles reglamentarios anunciando el Consejo. A las 14:00 se instaló el Tribunal. Algunos jueces como José Segundo Ruiz eran enemigos mortales y confesos de Victoriano Lorenzo. A las 8:30 del 15 de mayo, ya estaba dictada la sentencia de muerte. A las 17:00 se cumplió la sentencia. Entre la instalación del Consejo de Guerra y el fusilamiento, apenas transcurrieron 27 horas.
El 15 de mayo de 1903, en la plaza de Chiriquí (hoy plaza de Francia), tuvo lugar su ejecución. Victoriano se puso de pie, rogó por la unidad de todos los colombianos y dijo: Señores, oíd una palabra pública. Ya sabéis de quién es la palabra. Victoriano Lorenzo muere... a todos los perdono... Yo muero como murió Jesucristo. Las autoridades se negaron a entregar su cadáver a sus amigos y familiares. 
El 24 de julio de 1903, el periodista José Sacrovir Mendoza dedicó el número 85 de El Lápiz, semanario liberal editado en la Ciudad de Panamá, al fusilamiento de Lorenzo. Cuando el general José Vázquez Cobo, jefe militar de la ciudad, se enteró de la publicación, ordenó que allanaran, destruyeran y sellaran la imprenta. Mendoza, director de El Lápiz, fue brutalmente golpeado.
Victoriano Lorenzo es considerado héroe nacional de Panamá. El 30 de enero de 1966 la Asamblea Nacional de Panamá declaró injusta la ejecución del general Victoriano Lorenzo y lo presentó como un auténtico dirigente popular.